# Золотухино (Курская область)
Золоту́хино — посёлок городского типа, административный центр Золотухинского района Курской области России.
Население — 4487 чел. (2021).
Образует одноимённое муниципальное образование посёлок Золотухино со статусом городского поселения как единственный населённый пункт в его составе.

## География
Посёлок располагается на берегу реки Сновы (приток Тускари) в месте впадения в неё Полевой Сновы. Есть железнодорожная станция Орловско-Курского отделения Московской железной дороги, в 40 км к северу от Курска. Связан автомобильными дорогами с Курском (44 км), а также районными центрами: Фатежом (42 км) и Понырями (32 км).

## История
По данным Списков населённых мест Курской губернии на 1862 год, Золотухино — казённая деревня на реке Снова, расположенная в 48 верстах от уездного города. Число дворов — 43, жителей мужского пола — 204, жительниц женского пола — 203. Относилась ко 2-му стану Щигровского уезда Курской губернии. В 1868 году построена железнодорожная станция. В 1896 году открыты первые земские школы.
В 1967 году населенному пункту Золотухино присвоен статус посёлка городского типа.

## Население
| 1939  | 1959  | 1970  | 1979  | 1989  | 2002  | 2009  | 2010  |
| ----- | ----- | ----- | ----- | ----- | ----- | ----- | ----- |
| 2386  | ↗3243 | ↗4480 | ↗4825 | ↗5447 | ↘4999 | ↘4540 | ↗4702 |
| 2012  | 2013  | 2014  | 2015  | 2016  | 2017  | 2018  | 2019  |
| ↘4591 | ↘4589 | ↗4615 | ↘4613 | ↘4607 | ↘4579 | ↘4493 | ↘4418 |
| 2020  | 2021  |       |       |       |       |       |       |
| ↘4304 | ↗4487 |       |       |       |       |       |       |

Национальный состав
По итогам переписи населения 2020 года проживали следующие национальности (национальности менее 0,1 % и другое, см. в сноске к строке «Другие»):
| Национальность | Численность, чел. | Доля     |
| -------------- | ----------------- | -------- |
| Русские        | 4289              | 95,59 %  |
| Армяне         | 65                | 1,45 %   |
| Украинцы       | 10                | 0,22 %   |
| Табасараны     | 5                 | 0,11 %   |
| Грузины        | 5                 | 0,11 %   |
| Греки          | 5                 | 0,11 %   |
| Другие         | 108               | 2,41 %   |
| Итого          | 4487              | 100,00 % |

## Экономика
В посёлке функционирует ряд предприятий: ватная фабрика «Золтекс», Золотухинское дорожное ремонтно-строительное управление, асфальтовый завод, элеватор, лесхоз.
Раньше также функционировали консервно-овощесушильный завод, пенькообрабатывающий завод, мясоптицекомбинат, маслозавод и откормочный совхоз.

## Достопримечательности
В посёлке расположен Алексеевский Золотухинский женский монастырь, на территории которого находятся церковь Алексия, человека Божия, устроенная в конце 1990-х годов в кирпичном одноэтажном здании, и церковь Иоанна Предтечи, освящённая в 2008 году.
Недалеко от вокзала находится мемориал «Воинам-односельчанам Донского с/совета и п. Золотухино, погибшим в Великой Отечественной войне 1941—1945».

## Известные уроженцы
- Баранов, Михаил Иванович (1888—1938) — военный врач, начальник Военно-санаторного управления РККА (1928—1937).

## Золотухино в литературе
В популярном советском фантастическом романе Георгия Мартынова «Каллисто» вблизи Золотухино приземляется космический корабль инопланетян.

## Галерея

Мемориал воинам-односельчанам
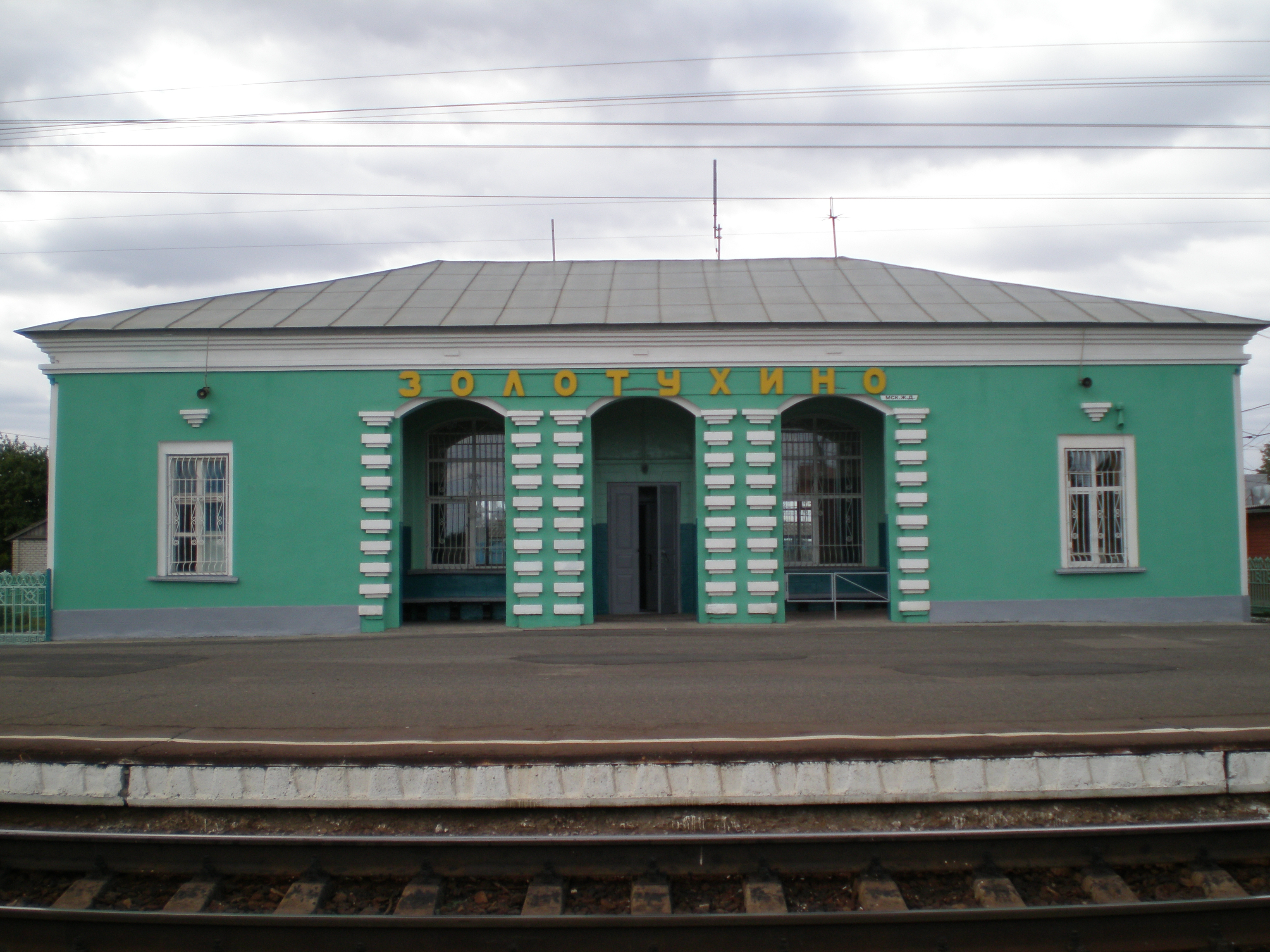
Железнодорожный вокзал
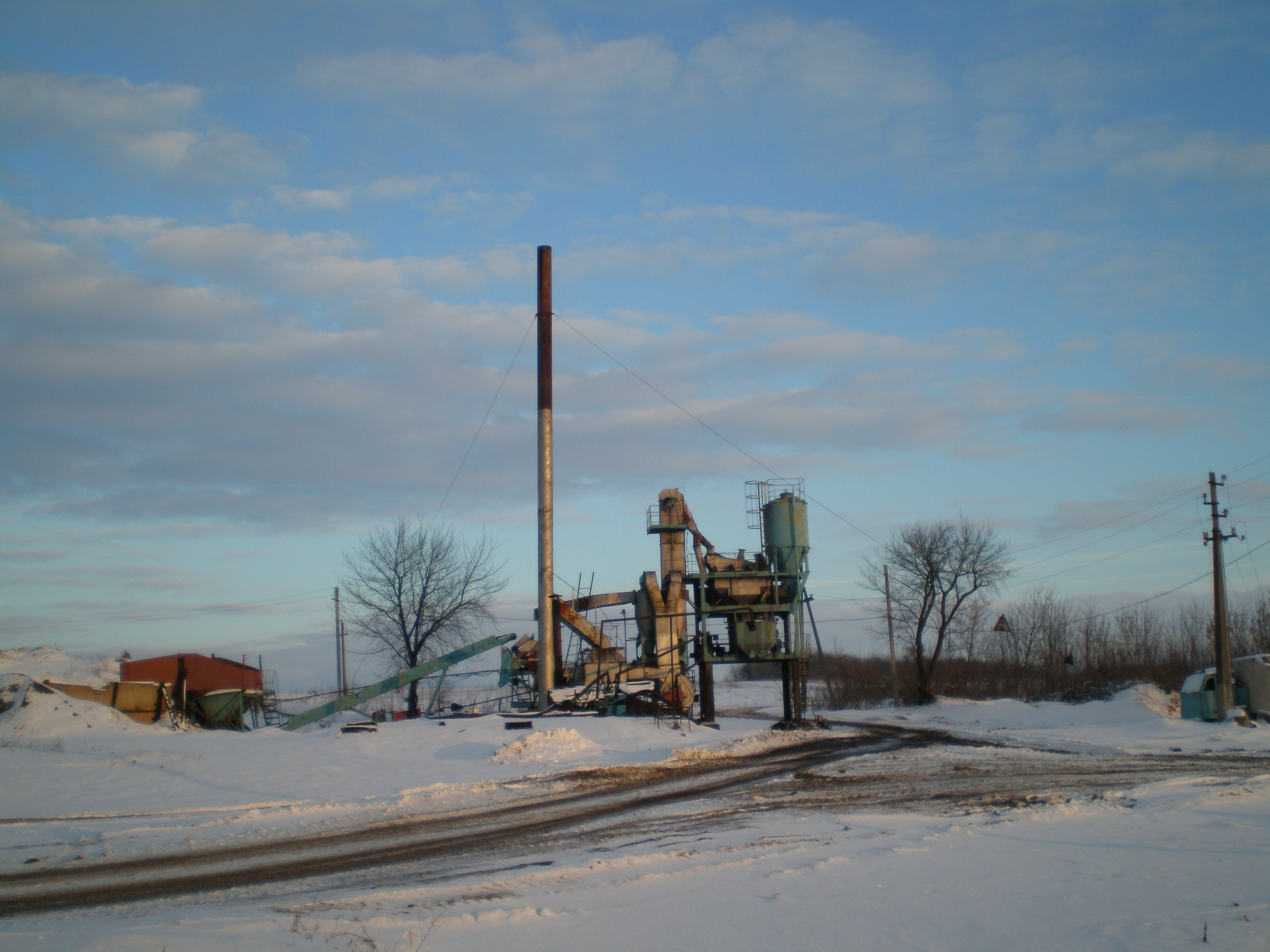
Асфальтовый завод